# Ochthebius opacus
Ochthebius opacus es una especie de escarabajo del género Ochthebius, familia Hydraenidae. Fue descrita científicamente por Baudi en 1882.
Se distribuye por Italia. Mide 1,9 milímetros de longitud y su edeago 0,38 milímetros. Se ha encontrado a altitudes de hasta 110 metros.